# Hebe allanii
Hebe allanii é uma espécie de planta do gênero Hebe. Endêmica da Nova Zelândia.